# Gaviotas
Gaviotas (Spaans voor "meeuwen") is een ecologisch dorp in de gemeente Cumaribo in het departement Vichada in de Llanos Orientales in Colombia. Het werd in 1971 gesticht door Paolo Lugari en er wonen ongeveer 200 mensen. Het dorp wordt voornamelijk gebruikt voor onderzoek hoe men duurzaam kan leven in Zuid-Amerika.

## Gaviotas day
In het voorjaar van 1998 kwam de auteur van het boek Gaviotas een bezoek brengen aan studenten van de Communications Arts High School in San Antonio in de Verenigde Staten. Later werd die dag benoemd tot Gaviotasdag.

## Gezondheidszorg
In 1980 werd het eerste ziekenhuis in Gaviotas geopend. Onder druk van een nieuwe wet van de Colombiaanse regering moest het ziekenhuis haar deuren tien jaar later al sluiten.